# 克拉花
克拉花（学名：Clarkia pulchella），为柳叶菜科克拉花属下的一个种。为一年生草本植物。叶片纤细为椭圆线性，四瓣纤细花瓣，分叉成三个裂齿，常为深粉红色。